# Riozinho
Riozinho é um município brasileiro do estado do Rio Grande do Sul.